# Куга Широја
Куга Широја (627-628) Широјева куга била је епидемија која је опустошила западне провинције Сасанидског царства, углавном Месопотамију, убивши половину његовог становништва, укључујући владајућег сасанидског краља (шаха) по којем је куга добила име, Кавада II Широја (владао 628).
Куга Широја била је једна од неколико епидемија које су се догодиле у Ирану или близу њега у року од два века након што су прву епидемију донеле сасанидске војске из својих похода на Цариград, Сирију и Јерменију. Тиме је она допринелабржем паду Сасанидског царства.